# Friedrich Bernward Fahlbusch
Friedrich Bernward Fahlbusch (* 16. Oktober 1953 in Warendorf) ist ein deutscher Lehrer, Historiker und Verleger (Fahlbusch Verlag, Warendorf).

## Leben
Bernward Fahlbusch studierte Geschichte, Germanistik und Philosophie in Münster, München und in Freiburg im Üechtland. 1977 absolvierte er das Staatsexamen und wurde nach einer Tätigkeit als wissenschaftlicher Angestellter 1981 in Münster zum Dr. phil. promoviert. Von 1980 bis 1988 war er Assistent am Lehrstuhl für westfälische Landesgeschichte der Westfälischen Wilhelms-Universität. Seit 1992 bis zur Verrentung 2019 war Fahlbusch als Lehrer für Philosophie, Geschichte, Latein und Deutsch im Schuldienst tätig.
Seine Arbeitsgebiete sind Stadtgeschichte und Geschichte des hansischen Verbandes. Er ist Mitherausgeber des Lexikons des Mittelalters (Fachgebiet Städtewesen) und Herausgeber der Reihe Studien zu den Luxemburgern und ihrer Zeit sowie Bearbeiter mehrerer Faszikel im Deutschen und Westfälischen Städteatlas (Wetzlar, Weißenburg, Kulmbach, Telgte, Freckenhorst, Gütersloh). Zudem war er von 2008 bis 2020 Mitglied im Redaktionskolleg der Zeitschrift Geschichte für heute. Er ist Mitglied des Kuratoriums des Instituts für vergleichende Städtegeschichte an der Universität Münster.
Von 1989 bis 1992 war er für die FWG Mitglied im Rat der Stadt Warendorf und deren Fraktionsvorsitzender. Vom 8. November 2007 an saß er für die FWG nochmals im Stadtrat, gab aber nach 23 Tagen sein Mandat infolge von Unstimmigkeiten in der FWG wieder zurück.

## Veröffentlichungen (Auswahl)
- Städte und Königtum im frühen 15. Jahrhundert. Ein Beitrag zur Geschichte Sigmunds von Luxemburg. Böhlau, Köln 1983, ISBN 3-412-01783-3.
- als Mitherausgeber: Civitatum communitas. Studien zum europäischen Städtewesen. Festschrift Heinz Stoob zum 65. Geburtstag. Böhlau, Köln 1984.
- als Bearbeiter: Urkunden zur Geschichte des Städtewesens in Mittel- und Niederdeutschland. Böhlau, Köln
  - Bd. 1: Bis 1350. 1985 (in Verbindung mit Hans Patze und Heinz Quirin).
  - Bd. 2: 1351–1475. 1992.
- mit Friedrich-Wilhelm Hemann und Bernd-Ulrich Hergemöller: Beiträge zur westfälischen Hansegeschichte. Fahlbusch, Warendorf 1988, ISBN 3-925522-02-6.
- als Herausgeber: Beiträge zur westfälischen Stadtgeschichte. Fahlbusch, Warendorf 1992, ISBN 3-925522-08-5.
- als Herausgeber (zusammen mit Heinz Stoob und Peter Johanek): Studien zu den Luxemburgern und ihrer Zeit, Bd. 1ff, 1985ff, ISSN 1860-7918.
- Die „kleine Hansestadt“ oder die „kleine“ Stadt in der Hanse. Triftige Narrationen? – Eine Bestandsaufnahme. Fahlbusch, Warendorf 2024, ISBN 978-3-925522-29-1.